# Parco Nicolò Savarino
Il parco Nicolò Savarino, precedentemente denominato parco Agostino Bassi, è un parco della città di Milano.
Occupa l'area del giardino dell'ospedale Bassi che fu utilizzato come luogo di ricovero e cura fino attorno al 1970. Costruito dopo l'epidemia di vaiolo del 1833 era l'"ospedale degli infettivi" di Milano, noto anche come "ospedale di Dergano". La recinzione in mattoni rossi che lo circonda è quella del vecchio nosocomio, così come l'impianto dei viali e degli alberi, naturalmente non tutti originali ma spesso maestosi. Il perimetro del parco, a nord del tratto settentrionale della circonvallazione esterna è dato  dal viale Jenner e dalle vie Livigno, Collegno e Guerzoni.

## Nome del parco
Il parco è intitolato all'agente della polizia locale che il 12 gennaio 2012 fu investito e ucciso da un'automobile durante un controllo; alla guida della vettura un minorenne rom, fuggito dopo l'investimento e successivamente arrestato insieme a un complice. 
Fino al 2013 il parco prendeva il nome del naturalista e botanico Agostino Bassi.

## Riqualificazione del giardino
Dopo circa vent'anni dal trasferimento dell'ospedale, di cui vennero tenute attive alcune strutture perimetrali, soprattutto attigue al vecchio ingresso, il Comune decise per il riutilizzo del giardino, affidandone il riordino al proprio Ufficio tecnico. Fatto salvo l'impianto del 1898, fu realizzato un campo da calcio, un piccolo anfiteatro con gradoni in terra ed erba e costruiti due piccoli dossi adiacenti collegati da una mini teleferica per i giochi dei più grandi e approntata l'area per i più piccoli, predisposta la rete dei sentieri di collegamento, con un circuito per la corsa di circa settecento metri, e cintati i due spazi riservati ai cani.

## Flora e fauna

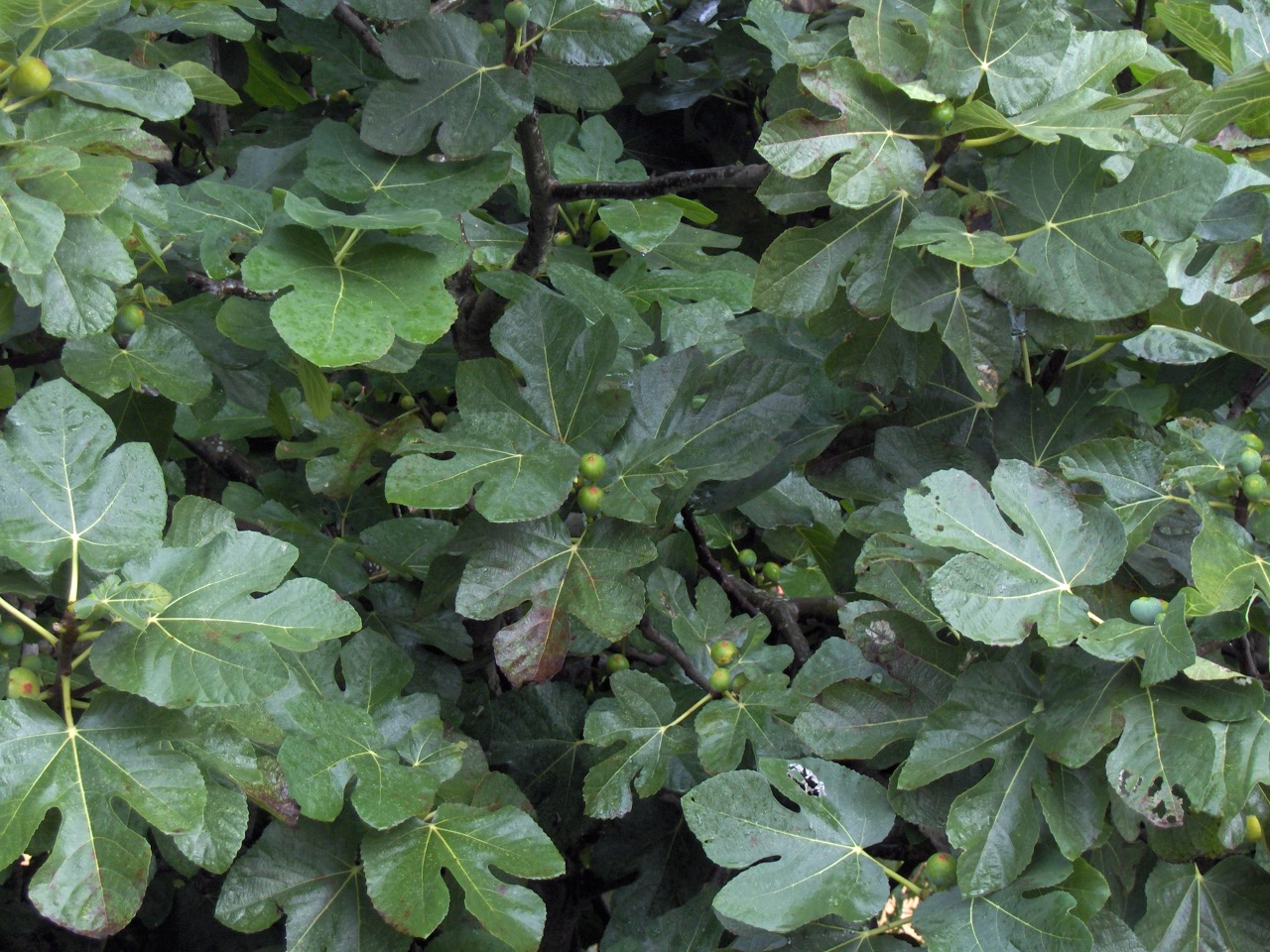
Tra le specie arboree del parco, anche il fico comune

Tra le principali specie arboree si annoverano: l'acero americano, l'acero di monte e riccio, l'albero dei tulipani, il carpino bianco, il bagolaro, il cedro dell'Atlante e quello dell'Himalaya, il fico comune, l'olmo, la coccinea e rossa, il platano, il sorbo degli uccellatori, il tiglio selvatico, il liquidambar, la magnolia e la paulownia. Spiccano, per la loro maestosità, due bagolari vicini all'area giochi.
Nella parte nord del parco, la meno frequentata e forse anche per la presenza di edifici col tetto a coppi e gronde, si è costituita una piccola "oasi" per uccelli altrimenti rari, ma non assenti, nel resto della città: rapaci notturni come la civetta; corvi e cornacchie, rondini, codirossi, pigliamosche e cinciallegre.

## Le vecchie strutture e le vicinanze
La maggior parte dei vecchi edifici (come abbiamo detto perimetrali) è in disuso, altri ospitano alcuni ambulatori, la sede della Croce Viola Milano con annesso autoparco ambulanze e un distaccamento della polizia locale. Fuori dal recinto, separata dal parco dalla via Collegno e con un suo giardino circostante, l'ottocentesca villa Hanau, un tempo direzione dell'ospedale, ora restaurata sede del Consiglio di zona 9. Proprio di fronte alla via Livigno, a sud del recinto oltre viale Jenner, la quattrocentesca cascina Boscaiola: era una dimora di caccia dei Visconti, oggi è una residenza privata.

## Note

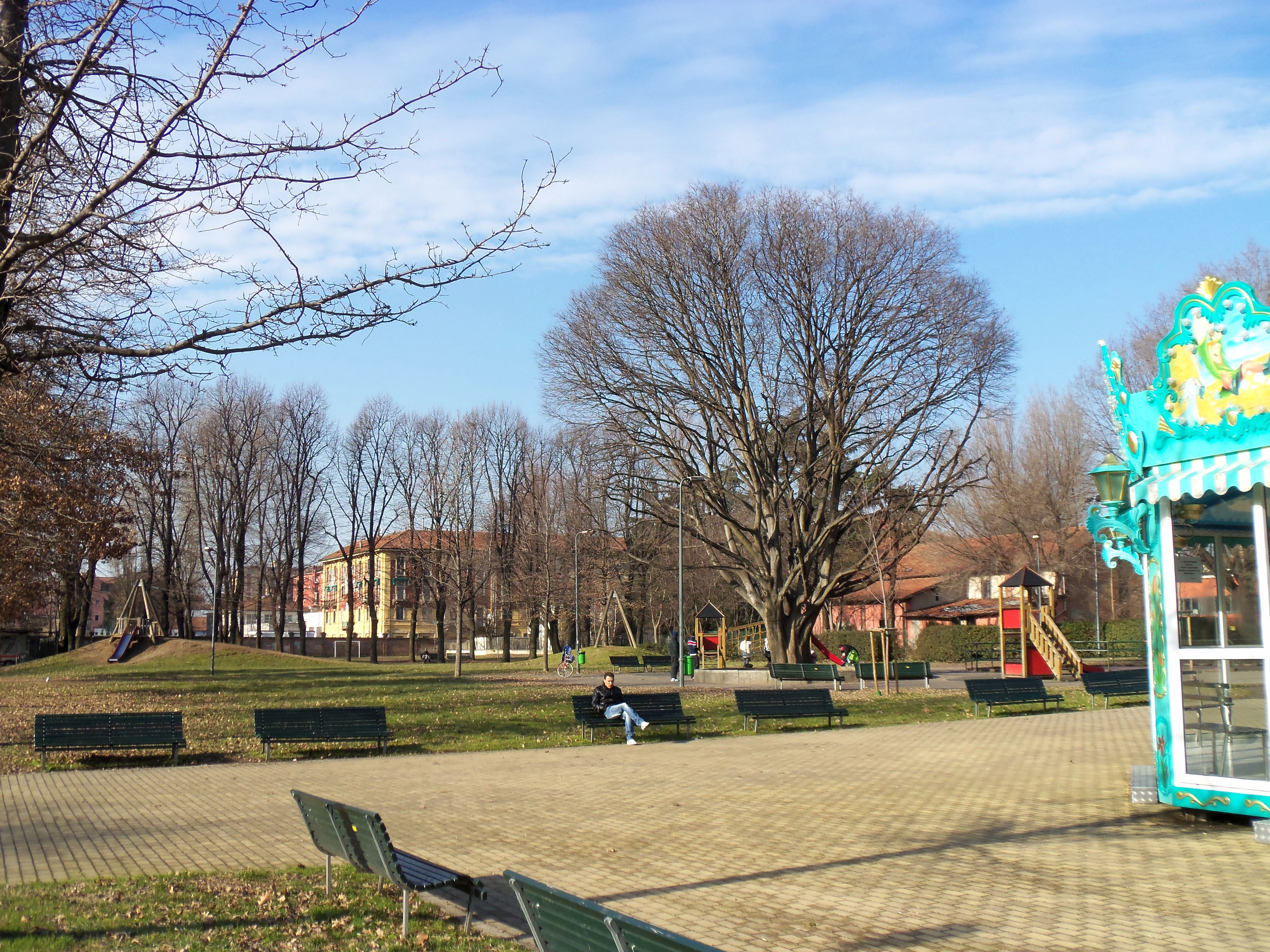
Area sosta e spazio giochi